# Type 3 Ka-Chi
Il Type 3 Ka-Chi è stato un carro armato anfibio progettato dall'Impero giapponese nel 1943 e utilizzato dalla marina imperiale durante la seconda guerra mondiale. Era un'evoluzione del precedente Type 2 Ka-Mi ma, al contrario di questo, era basato sul carro armato medio Type 1 Chi-He e non su quello leggero Type 95 Ha-Go; ne ereditò lo schema della corazzatura e l'armamento, un cannone Type 1 da 47 mm.
Il Type 3 fu fabbricato in appena diciannove esemplari. Le poche fonti a disposizione non affermano con chiarezza se fu o meno adoperato in battaglia o in altre operazioni, come il rifornimento delle guarnigioni rimaste isolate nelle distese dell'Oceano Pacifico.

## Storia

### Sviluppo
All'inizio del 1943 la marina imperiale nipponica, positivamente colpita dal successo raggiunto dal carro armato anfibio del Type 2 Ka-Mi, contattò la Mitsubishi per la progettazione di un veicolo altrettanto valido dal punto di vista tecnico, ma con maggior potenza di fuoco e protezioni più spesse. Perciò si iniziò a modificare lo scafo del Type 1 Chi-He, un carro armato medio già pronto per la fabbricazione di massa e candidato successore dell'ormai obsoleto Type 97 Chi-Ha: i lavori proseguirono per quasi tutto l'anno. Nel dicembre 1943 la ditta consegnò il prototipo, che ricalcava nelle linee generali il Type 2 Ka-Mi e nel gennaio 1944 fu inviato sull'isola di Nasake, al largo di Kure, dove furono condotti collaudi e test vari: fu anche sperimentata un'operazione di sbarco con una delle unità della nuova classe di trasporti per carro armato, appositamente progettata. Le prove furono considerate soddisfacenti e il veicolo fu accettato con la designazione "Type 3 Ka-Chi".

### Produzione
La Mitsubishi fabbricò diciannove/"una dozzina" di esemplari a causa della bassa priorità del programma sui carri armati anfibi. L'Impero giapponese, infatti, aveva perduto l'iniziativa militare nel teatro dell'Oceano Pacifico, quindi l'ipotesi di eseguire sbarchi con l'appoggio di questa particolare categoria di blindati era altamente aleatoria; secondariamente lo stato maggiore generale della marina aveva rivolto attenzioni e risorse alla riparazione delle navi da guerra, al varo di portaerei (fondamentali nelle vaste distese oceaniche) e alla produzione intensiva di velivoli per sopperire alla calante qualità degli equipaggi e in parte anche delle macchine stesse.

### Impiego operativo
Le fonti divergono sul reale utilizzo che i giapponesi fecero del Type 3. Una afferma che sedici erano stati schierati con le guarnigioni poste a difesa delle isole Marshall, che furono pesantemente attaccate dagli statunitensi tra gennaio e febbraio 1944: alcuni, sembra, parteciparono alla battaglia di Kwajalein ma non si hanno notizie precise delle loro azioni. Altre informazioni danno per certo che alcuni Type 3 furono adoperati per rifornire le truppe nipponiche rimaste dietro la linea del fronte (Kolombangara, Nuova Britannia, diversi atolli delle Marshall e delle Gilbert) dopo essere stati fissati dietro la torre di un sommergibile, che emergeva nelle vicinanze della guarnigione isolata e sganciava il carro.
L'analista e studioso Steven Zaloga, invece, riporta che la maggior parte dei Type 3 fu accantonata presso il cantiere della marina a Yokosuka e che lì rimasero per il resto della seconda guerra mondiale: i documenti non comprovano l'invio dei mezzi al di fuori delle isole del Giappone.

## Caratteristiche
Il Type 3 Ka-Chi presentava uno scafo dagli alti fianchi (luce libera - distanza tra fondo e suolo - pari a 36 cm), con superfici lisce e filanti a garanzia dell'idrodinamicità, requisito rispettato anche dai due pontoni che venivano applicati al retro e al muso del veicolo: in questo modo poteva rimanere in superficie. I pontoni erano sganciabili dall'interno una volta raggiunta la terraferma ma spesso erano mantenuti perché fornivano una leggera protezione supplementare. La locomozione in acqua avveniva grazie a due eliche installate nella parte posteriore dello scafo e collegate al motore ereditato dal carro medio Type 1: un diesel Mitsubishi da 12 cilindri a V e cilindrata da 21,7 litri, con alesaggio di 120 mm e corsa di 160 mm; raffreddato ad aria, l'apparato sviluppava una potenza di 240 hp a 2 000 giri al minuto ed era servito da un serbatoio capace di 241 litri di gasolio. I condotti di scarico esterni, non impermeabili, vennero deviati verso l'alto e chiusi in una curiosa, piccola torre fissata alla copertura del vano motore e dotata di snorkel. La trasmissione era anteriore, il cambio contava quattro marce avanti e una retromarcia e usufruiva di un differenziale. Il treno di rotolamento originale era stato invece rivisto: contava otto doppie ruote accoppiate mediante quattro carrelli, ciascuno dotato di un braccio oscillante longitudinale; a ogni coppia di bracci era stata assegnata una grande molla elicodiale montata in orizzontale. Il treno era completato da quattro doppi rulli superiori, dalla doppia ruota motrice e da quella doppia di rinvio posteriore; i cingoli adoperati erano del tipo "dry pin" in acciaio, con guide a dente centrali.
La torretta era ripresa da quella del Type 1 Chi-He ma presentava il portello di accesso superiore posto su un'alta sovrastruttura, di modo che si mantenesse ben al di sopra della superficie del mare: ciò si tradusse in un'altezza complessiva di 3,82 metri. Fu mantenuto l'armamento principale del Type 1, un cannone Type 1 da 47 mm lungo 48 calibri (L/48) con velocità alla volata di 810 m/s: quest'arma era in grado di penetrare una corazzatura spessa 55 mm da 100 metri, 40 mm da 500 metri e 30 mm da 1 000 metri. Il cannone aveva un alzo compreso tra -15° e +20° e poteva brandeggiare per un ristretto arco di 20° indipendentemente dalla rotazione della torre. In posizione opposta al pezzo era inoltre montata una mitragliatrice Type 97 da 7,7 mm su snodo a sfera e una seconda Type 97 era installata in casamatta a sinistra. Riguardo alla corazzatura non erano stati operati incrementi poiché avrebbero compromesso le capacità nautiche del mezzo: anteriormente dunque era rimasta spessa 50 mm, sui fianchi calava a 25 mm e sul lato posteriore misurava 20 mm.
L'equipaggio era formato da sette uomini: nello scafo erano siti un mitragliere a sinistra e a destra il pilota, il quale dirigeva il veicolo mediante l'uso concertato della frizione e del freno, tirando quindi una delle due leve ai lati della sua postazione per imprimere una sterzata. La direzione di marcia in acqua era invece decisa dal comandante, che si trovava in torretta assieme a due serventi del cannone; egli agiva su un timone collegato alle eliche da cavi in acciaio. Infine era presente un meccanico che si occupava del corretto funzionamento dell'apparato locomotore e interveniva in caso di inflitrazioni.
Il Type 3 Ka-Chi pesava oltre 28 tonnellate quando preparato al combattimento. La mobilità sulla terraferma era pari a 320 chilometri, mentre la velocità massima su strada asfaltata era piuttosto moderata (32 km/h); ignoto è invece il raggio operativo in acqua, dove il Type 3 raggiungeva i 10 km/h.